# Plan local de déplacements
En France, le plan local de déplacements (PLD) est une déclinaison locale et non réglementaire du Plan de déplacements urbains (PDU). Il a pour objet d'orienter l'action de la commune sur le système de déplacement dans un objectif général de développement durable.